# Краковска шопка
Краковска шопка или Сцена рођења Исусовог (јасле) (пољ. szopka krakowska) је божићна традиција која потиче из Кракова у Пољској и датира из 19. века. Необичан и карактеристични приказ јасли је употреба историјских грађевина Кракова као позадине за Рођење Исусово. Дана 29. новембра 2018. године, на састанку на Маурицијусу, уписана је на листу нематеријалног културног наслеђа човечанства УНЕСКО-а.

## Историја
Сцене јасли - рођења Исусовог, уобичајене у хришћанским културама, потичу од Светог Фрање Асишког у 13. веку и брзо су се прошириле на Пољску. Током средњег века у Пољској се развила специфична врста јаслица, која се назива Јаселка (Jasełka).
Неки извођачи представљају своје шопке заједно са луткама у облику уличног позоришта. У неким су покретне лутке замењене непокретним дрвеним фигурицама. Повремено су се додавале и додају се лутке или фигурице специфичне за илустрацију елемената пољске културе, од историјских личности попут пољских хусара и Тадеуша Кошћушког, преко легендарног чаробњака Пана Твардовског и Вавелског змаја, до савремених политичара или уметника. У 18. веку ширење таквог нерелигиозног садржаја довело је до забране екстравагантнијих јаслица у неким пољским црквама; након забране, представе су се развиле у прави израз народне уметности.
Традиција шопке датира из 19. века, када су краковски занатлије - зидари, дрвопрерађивачи - почели да их праве као сезонску декорацију како би зарадили додатни приход током Божића, у зиму, када су столари и зидари тражили посао. Прво такмичење одржано је 21. децембра 1937. Победник је био 39-годишњи зидар по имену Станислав Полак. Осим новчане суме, награда је укључивала пет штрудли и два колача из локалне посластичарнице. Обичају је расла популарност, са људима који су вољни да плате да гледају колекције јасли - често ношених од врата до врата од стране божићних певача - или да их поседују. Међу значајним првим покровитељима обичаја била је магнатска породица Потоцки.
Након што је Пољска стекла независност 1918. године, шопке су почеле да се праве и продају као сувенири из Кракова. Општинске власти града одлучиле су да подрже ову традицију расписивањем првог такмичења у децембру 1937. године. Од тада, осим за време Другог светског рата, презентација и такмичење шопке одржава се сваке године првог четвртка сваког децембра, на Главном тргу у Кракову, поред споменика Адаму Мицкјевичу.

## Традиција данас
Традиција „шопки“ у Кракову спој је раскошних двораца, јасли, гламурозног позоришта марионета и игралишта за политичку сатиру. Након звука Хејнала или Позива трубе, из цркве Свете Марије, који долази са торња изнад Главног трга, мајстори одлазе до Историјског музеја са својим радом у руци да их прикажу жирију. Резултати се објављују три дана касније. Најбоље шопке се, након проглашења, приказују у Историјском музеју у Кракову који њихов рад чини доступним јавности од децембра до фебруара, помажући у преношењу знања у вези са праксом.Витлејем се често приказује на другом спрату, на малој позорници, јер се први спрат користи за приказ историјских  личности, савремених политичара, уметника и ликова из легенди града. Шопке се такође могу купити као минијатурни сувенири на Главном тргу у Кракову.

## Зграде
Украшене структуре могу бити високе до два метра и широке три метра. Зграда која се најчешће користи као инспирација за моделе је базилика Свете Марије у Кракову са својим лако препознатљивим торњевима. Остали популарни избори укључују дворац Вавел, трговачку халу Сукјенице и Краковски барбикан. Величина зграда се креће од неколико центиметара - шопка која би стала у љуску ораха или кутију шибица - до палата од неколико метара. Типична шопка је светла и весела и покушава да интегрише топографију града у традиционалне витлејемске јасле. Иако се на енглеском обично зову „божићне јасле“, шопке више личе на дворце или катедрале него на јасле (заправо, ни на који начин не личе на јасле), опште правило је да укључују карактеристике Краковог низа историјских архитектонских стилова.

## Најстарије краковске шопке
Најпознатије и најстарије сачуване краковске јасле са луткама (1890-их, аутор Михал Езенекијер) највреднији су предмет у богатој збирци (око 200) божићних јаслица Етнографског музеја у Кракову. Међу народним јаслицама из разних региона Пољске, најбројнија група су краковске јаслице, од којих је већина изграђена посебно за учешће и награђена на конкурсу за најлепше у годинама 1937–1938 и 1945–2007. Најзанимљивије су, међутим, осам најстаријих краковских јасли (на челу са Езенекијеровим јаслама), које датирају с краја 19. и почетка 20. века. Изградили су их у самом Кракову и у његовим предграђима, углавном непознати аутори.
Конструкција најстарије зграде израђена је од дрвених дасака и летвица, а сви елементи јаслица ручно су изрезани и прекривени папиром у боји. Стакла у боји са изрезима од папира уметнута су у прозоре. Два витка бочна торња, прекривена готичким шлемовима са крунама, јасан су приказ вишег торња краковске базилике Свете Марије. Између њих и централне куле, на врху са барокном куполом у облику две куполе повезане ажурним фењером, налазе се доње куле прекривене попречним крововима. У приземљу се налази широка позоришна сцена намењена извођењу лутака постављених на штапове, помераних дуж празнина у поду. Изнад позорнице, у средини, налази се удубљење у коме су биле (несачуване) фигурице јасли, штампане на папиру. Звезда, стављена тек после Богојављења, у својој 16-кракој, конвексној структури која се односи на звезде коледара, такође није преживела. Ону са којом су сада опремљене јаслице додао је 1989. године чувени сликар јаслица - Станислав Пачински (1923–2002). Јасле су изнутра биле осветљене свећама (које су сада замењене електричним осветљењем), а до данас су унутра остали метални свећњаци са осушеним остацима стеарина.

## Израда
Процес прављења шопке је дуготрајан и тежак. Иако није резервисан само за веште руке искусних мајстора, задатак обично траје до годину дана. Израда не долази са скупом упутстава за састављање модела. Али постоје посебне радионице које ће помоћи креаторима, а традиционално се преноси генерацијама.
Дрво, картон, стакло, челик, глина за моделирање, пластика, гипсана вуна, обојена метална фолија у разним нијансама - ниједан материјал није забрањен. Читава конструкција је такође повезана електричним кабловима, преносима, зглобовима и осовинама, што јој омогућава да импресионира при пригушеном светлу и оживи кроз покретне делове и фигурице.
Најупечатљивије шопке обично праве веома искусни такмичари који већ годинама учествују на такмичењу и имају своје неоткривене технике. Ипак, међу 120 до 160 комада годишње, многи су радови ученика и тинејџера.
О стваралаштву се суди по посебним критеријумима: позивање на традицију, колико су декоративни и иновативни, палета боја, врсте фигурица, архитектура као и покретни елементи.

## Сцене рођења у црквама
Свака црква у Кракову такође се посебно поноси својом шопком, откривајући је на време за поноћну мису на Бадње вече. За разлику од прилично прикривених и нешто више секуларних локалних мутација на тргу, ово су традиционалније јасле усредсређене на бебу Исуса у јаслама, иако су неке од њих моторизоване и електрификоване. Посебно треба истаћи цркву Светог Бернарда, која обично има најопсежније и „покретне“ сцене рођења у граду; цркву Пијаров, која је стекла репутацију да у својој крипти сваке године приказује најнеконвенционалнију шопку; и цркву Капућинов у којој се може видети једна од најпопуларнијих шопки у Пољској, који датира из 19. века.